# 莫洛 (政治人物)
莫洛（？—1674年)，又謨絡，伊尔根觉罗氏，《八旗通志初集》作阿燕觉罗氏，满洲正红旗人。初授刑部理事官，累遷工部郎中，官至山陕总督、刑部尚书。后来，吴三桂反清，莫洛官拜武英殿大学士，出任陕西经略。不久，死于提督王辅臣的叛乱，谥忠愍，赠骑都尉兼一云骑尉。

## 生平
莫洛家族世居呼纳赫，祖父温察，努尔哈赤时期来归。莫洛初授刑部理事官，屡次升迁至工部郎中。康熙六年（1667年），升任左副都御史，七年（1668年），出任山西陕西总督，逢陕西饥荒，平凉、临洮、巩昌、西安、延安、凤翔、汉中、兴安等地多逋赋，民众为此困扰，莫洛奏请豁免，又清釐加派、火耗等相关政策的弊端。八年（1669年），辅政大臣鳌拜倒台，有司以莫洛依附鳌拜，请求逮捕，康熙帝认为莫洛有能力，應留任。九年（1670年），莫洛仍因此去职，陕西民众挽留，同时，甘肃巡抚刘斗同，提督张勇、柏永馥等上疏说莫洛清正，在官有善政，乞求其留任以慰民望。康熙帝答复，“简用督抚，原以绥辑地方，爱养百姓。莫洛既能得民，其免处分，供职如故。”不久，升任刑部尚书。在尚书任上，兼任首任正红旗满洲第二㕘领第七佐领（系康熙十三年分立，载《钦定八旗通志》）。
康熙十二年（1673年），吴三桂等奏请撤藩，康熙帝与廷臣讨论，均主张不撤藩，惟有莫洛与米思翰、明珠赞同撤藩。十三年（1674年），吴三桂藉口朝廷撤藩而反清，四川提督郑蛟麟等起兵叛应。二月，康熙帝命莫洛经略陕西，拜武英殿大学士，以刑部尚書管兵部尚書事，赐以敕印，賦予他全權調動秦、晉的兵馬。莫洛到任后，即调遣各路兵马征讨四川。当时郑蛟麟兵据广元百丈关，莫洛派遣都统马一宝、将军席卜臣赴汉中，副都统科尔宽赴广元，攻击郑蛟麟部。十月，郑蛟麟部将何德成进攻宁羌，为清军所败，退回四川，莫洛派遣提督王辅臣驻宁羌。十一月，郑蛟麟部将彭时亨再度占领七盘、百丈等关口，截断清军水陆粮道，导致广元清军缺饷两个月，总兵王怀忠所部溃散，而王辅臣也心怀异志。王辅臣本就与莫洛因兵马调配等事宜有过节，十二月，莫洛至宁羌，与王辅臣大营相去二里左右。康熙帝原命莫洛统帅绿营南下四川，后考虑到巴蜀路途艰险，令贝勒董额率满洲骑兵先进。未等该部清军抵达，王辅臣先煽动部下索饷哗变，袭击莫洛，被莫洛督兵击退。甫定，王輔臣复率悍黨至，箭矢如雨，莫洛被一箭封喉而死。莫洛死後，其部下為王輔臣收攬。
莫洛為官清廉，屢有善政，愛養百姓，但為人剛愎自用，任陝西經略時對提督王輔臣處處掣肘，以至最後死於王輔臣的叛亂。康熙二十二年（1683年）才行恤典，予祭葬，谥忠愍，康熙帝御制《大学士莫洛碑文》，授骑都尉兼一云骑尉世职，由其次子常安承袭。莫洛為三藩之亂中唯一死於亂軍之朝廷一品大臣，也是清朝唯一咽喉中箭而死的刑部尚書，經略大臣，及武英殿大學士。《钦定八旗通志：大臣传三十一》卷165有传。

## 家族与世职承袭图
莫洛的袭骑都尉兼云骑尉世职由次子承袭，此后袭职情况如下：
|  |  |  |  |  |  |  |  | 骑都尉兼云骑尉 莫洛始封   |  |  |  |  |  |  |  |  |  |  |  |  |  |
|  |  |  |  |  |  |  |  |                           |  |  |  |  |  |  |  |  |  |  |  |  |  |
|  |  |  |  |  |  |  |  | 骑都尉兼云骑尉 常安一次袭 |  |  |  |  |  |  |  |  |  |  |  |  |  |
|  |  |  |  |  |  |  |  |                           |  |  |  |  |  |  |  |  |  |  |  |  |  |
|  |  |  |  |  |  |  |  | 骑都尉兼云骑尉 莫占二次袭 |  |  |  |  |  |  |  |  |  |  |  |  |  |
|  |  |  |  |  |  |  |  |                           |  |  |  |  |  |  |  |  |  |  |  |  |  |
|  |  |  |  |  |  |  |  | 不详                      |  |  |  |  |  |  |  |  |  |  |  |  |  |

- 曾祖温察。“温察，正紅旗人，世居呼訥赫地方，國初來歸。其孫岱塔原任郎中；安諸琥由護軍校從征廣東……授雲騎尉，卒，其子寧古理襲職，從征雲南，……授為騎都尉，……厯任荊州副都統”。又“謨絡，正紅旗人，温察之曾孫也，由筆帖式厯陞刑部尚書，加武英殿大學士職銜，授為經略，率兵征四州，至陝西寧羌州，適值王輔臣之亂兵變，陣亡，優贈騎都尉兼一雲騎尉。其次子常安襲職，任副都統，卒，其親兄之子謨瞻襲職，現任二等護衛。又謨絡之長子謨禮原任副都統”（载《八旗滿洲氏族通譜》卷13）。
- 祖父。
- 父。
- 子謨禮（又莫理），正红旗满洲第二參领第七佐领（其父莫洛为首任佐领，载《钦定八旗通志》）、護军參领、副都统。孙儿謨瞻（又莫占），袭骑都尉，二等護衛。
- 子常安（又長安），袭骑都尉，正红旗满洲第二參领第七佐领（载《钦定八旗通志》）、副都统。
- 女阿顏覺羅氏，嫁镶蓝旗满洲、护军參领觉罗扎克丹，即嘉慶四年（1799年）己未科进士覺羅桂芳之高祖。

### 引注
1. ↑  鄂尔泰等 1985，第3972頁
2. 1 2 3 4 5 6  赵尔巽等 1998，第9729頁
3. ↑  弘昼 2002，第196頁
4. 1 2 3 4 5 6 7  赵尔巽等 1998，第9730頁
5. ↑  鄂尔泰等 1985，第2022頁